# Piletocera hemiphaealis
Piletocera hemiphaealis là một loài bướm đêm trong họ Crambidae.